# Opatství v Canterbury
Opatství sv. Augustina v Canterbury bylo benediktinské opatství. Založeno bylo v roce 597, od 12. do 15. století se rozsahem i lokálním významem rovnalo nedaleké katedrále. V roce 1538 ale bylo spolu s dalšími kláštery zrušeno výnosem krále Jindřicha VIII. Do počátku 17. století se pak změnilo v ruiny. Je zařazeno do seznamu světového kulturního dědictví UNESCO.

## Raná historie
V roce 597 přicestoval do Anglie svatý Augustin, kterého do oblasti poslal vykonat misijní cestu papež Řehoř I. Panovníkem v Kentu v té době byl král Æthelberht, ženatý s křesťankou Berthou. Ten dovolil Augustinovi založit hned za východními hradbami města klášter. Král svolil, aby vybudovaný kostel byl „skvělý, věnovaný požehnaným apoštolům Petru a Pavlovi a obdaroval ho mnohými dary“ V té době již na místě stály tři anglosaské kostely zasvěcené sv. Pankrácovi, sv. Petrovi a Pavlovi a panně Marii. Dosud jsou patrné trosky kostela sv. Pankráce, zbylé dva kostely ale Normané přestavěli do jedné budovy. Opatství hned od počátku sloužilo mimo jiné jako pohřební místo pro krále Kentu a canterburské arcibiskupy.
V roce 978 zasvětil arcibiskup Dunstan novou a větší budovu svatým Petrovi, Pavlovi a Augustinovi. Pramenem o životě v opatství v polovině 11. století je rukopisné svědectví hagiografa Goscelina o zázraku, který se v opatství údajně přihodil zlatníkovi Spearhafocovi.

## Vrcholný a pozdní středověk
Do roku 1100 všechny zbytky původní anglosaské budovy zmizely pod masivní románskou stavbou. S výjimkou obnovy po požáru v roce 1168 bylo opatství ve 12. století ponecháno bez dalších zásadních úprav. Od poloviny 13. století ale znovu začal čilý stavební ruch. Přestavěny byly refektář, křížová chodba, lavatorium a kuchyně. Postaveno bylo nové opatovo sídlo.
V roce 1309 bylo dokončeno nové cimbuří na velké bráně, která uzavírala vnitřní dvůr. Na severní straně získali mniši novou půdu, která poskytla prostor pro tzv. vnější dvůr s budovou pro služebnictvo, pivovarem, pekárnou a v roce 1320 s nově obezděným vinohradem. Na východní stranu se opatství rozšířilo o řadu obytných budov a zahradu. Zemětřesení v roce 1382 si vynutilo další stavební činnost. V roce 1390 byla vybudována brána, která stojí dodnes. Poslední stavbou byla kaple Panny Marie.
V roce 1500 se opatství rozkládalo na rozlehlé ploše, jeho knihovna obsahovala více než 2000 svazků. Mnoho z těchto knih bylo pořízeno ve vlastní scriptoriu opatství.

## Zánik

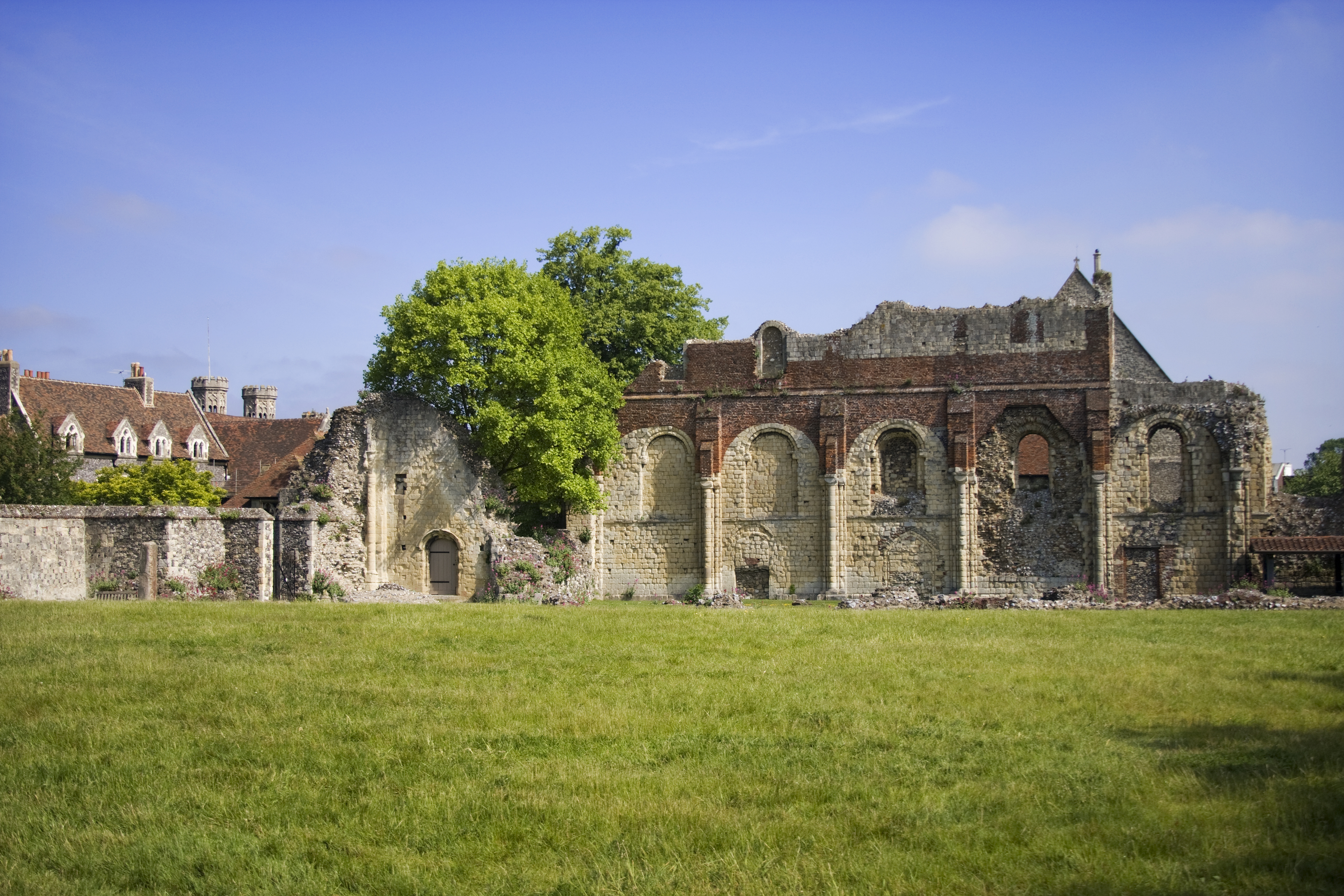
Trosky opatství

V roce 1535 Jindřich VIII. rozpustil všechny kláštery, které měly menší roční příjem než 100 liber. Opatství v Canterbury přežilo první vlnu uzavírání díky příjmu 1733 liber. 30. července 1538 ale opatství spadlo do vlny zavírání klášterů nařízené Jindřichem VIII. V následujících patnácti letech byla budova systematicky rozebírána, přestože část stavby byla přeměněna na palác připravený pro příjezd Anny Klevské.

## Moderní historie
Palác vlastnili různí šlechtici a na začátku 17. století byl v majetku Lorda Wottona, který kolem něj nechal vybudovat zahrady. Předpokládá se, že palác existoval až do velké bouře v roce 1703, která způsobila velké škody i na zřícenině opatství.
Ruiny této významné monastické budovy jsou nyní součástí komplexu staveb zařazených do Světového dědictví a jsou v péči English Heritage.
Oblast trosek opatství se nachází východně od katedrály v Canterbury, na ploše srovnatelné s rozlohou katedrály.